# ノルウェー放送管弦楽団
ノルウェー放送管弦楽団（ノルウェーほうそうかんげんがくだん、諾: Kringkastingsorkestret、KORK）は、ノルウェーの首都オスロ市に本拠を置くノルウェー放送協会（NRK）の付属オーケストラである。

## 概要
1946年に設立。アリ・ラシライネンらが首席指揮者を務めた。リハーサルスタジオはNRKの最大のスタジオであるNRKストアスタジオ。レコーディングは、ラシライネン指揮でフィンランディア・レーベルに行われている。
ノーベル平和賞コンサートの演奏を行うのもノルウェー放送管弦楽団である。

## 歴代首席指揮者
- オーヴィンド・バーグ(1946-1976)
- スヴェール・ブルーランド(1976-1988)
- アヴィ・オウストロフスキー(1989-1993)
- アリ・ラシライネン(1994-2002)
- ロルフ・グプタ(2003-2006)
- トーマス・ソンダーガルド(2009-2012)
- ミゲル・ハルス＝ベドヤ(2013-2020)
- ペトル・ポペルカ(2020-2023)[1][2]
- ホリー・ヒョン・チェ(2026.1- ) 次期首席指揮者[3][4]